# Myzus linariae
Myzus linariae är en insektsart. Myzus linariae ingår i släktet Myzus och familjen långrörsbladlöss. Inga underarter finns listade i Catalogue of Life.